# جيه. جيه. ميرفي
جيه. جيه. ميرفي (بالإنجليزية: J. J. Murphy)‏ هو ممثل بريطاني، ولد في 7 مايو 1928 ببلفاست في المملكة المتحدة، وتوفي بنفس المكان في 8 أغسطس 2014.

## أعمال

### أفلام
- (2014) دراكولا غير مروي[4][5]

### مسلسلات
- صراع العروش

## وصلات خارجية
- جيه. جيه. ميرفي على موقع IMDb (الإنجليزية)
- جيه. جيه. ميرفي على موقع ألو سيني (الفرنسية)
- جيه. جيه. ميرفي على موقع قاعدة بيانات الأفلام السويدية (السويدية)
- جيه. جيه. ميرفي على موقع قاعدة بيانات الفيلم (الإنجليزية)
- جيه. جيه. ميرفي على موقع كينوبويسك (الروسية)